# Distrito de Glacis
Glacis es uno de los 25 distritos administrativos de Seychelles. Cubre el extremo norte de la isla principal, Mahé. Posee alrededor de siete kilómetros cuadrados de territorio. La población, según indica el censo realizado en 2002 en el distrito era de 3600 pobladores. La composición étnica está dada por criollos, franceses, hindúes y chinos, además de una pequeña minoría hispana.
Su clima es cálido todo el año con una temperatura media anual de 25 °C.